# Kostel svatého Jiří (České Zlatníky)
Kostel svatého Jiří je římskokatolický kostel zasvěcený sv. Jiřímu v Českých Zlatníkách v okrese Most. Jeho současná barokně-novorománská podoba vychází z přestavby v 19. století. Kostel je od roku 1987 chráněn jako kulturní památka.

## Historie

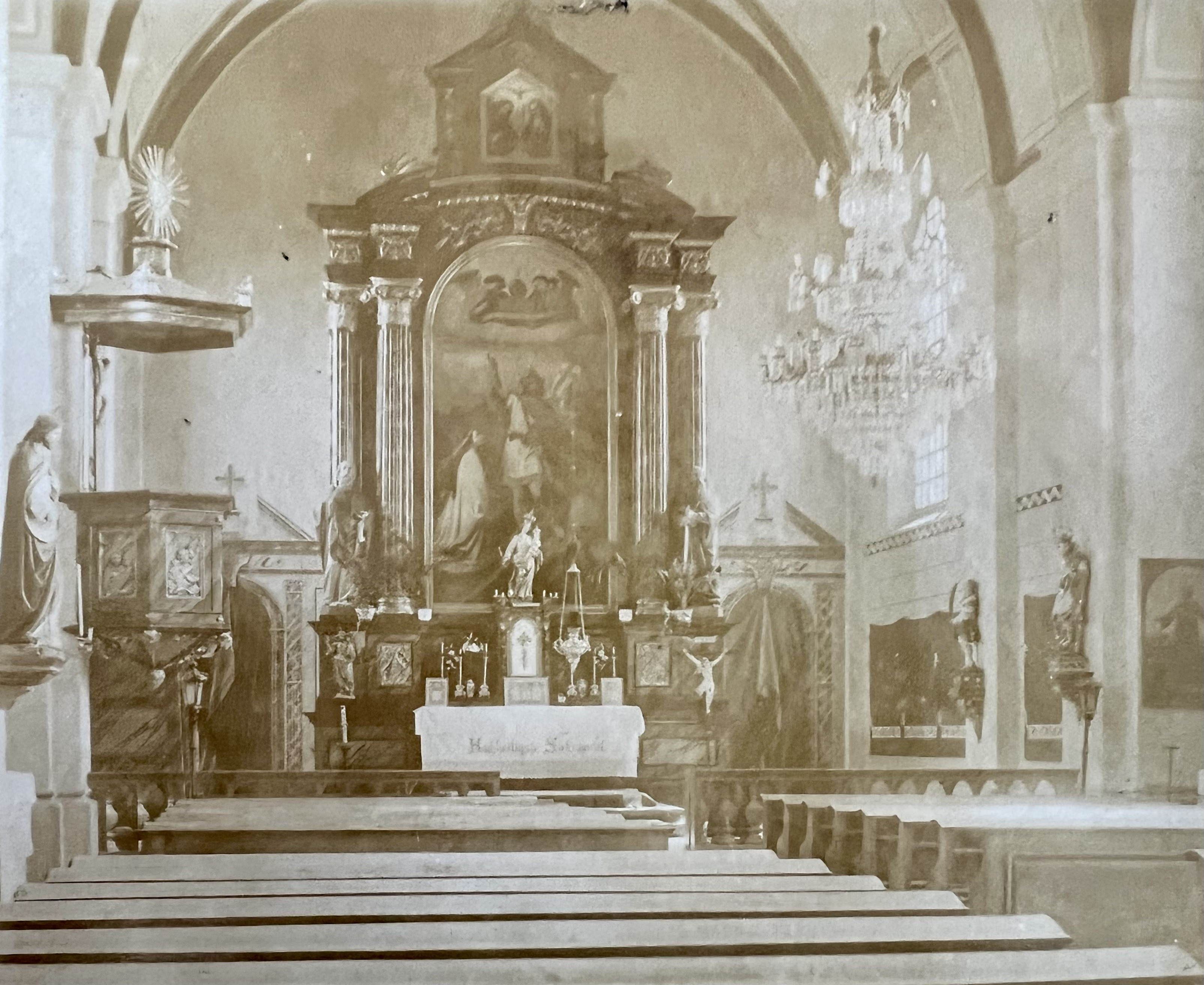
Interiér kostela sv. Jiří v r. 1905

První písemná zmínka o farním kostele v Českých Zlatníkách pochází již ze 14. století. Zdejší farnost však zanikla v roce 1623 a byla obnovena až roku 1694. Z tohoto období pochází i současný kostel, který byl původně barokní, ale v 19. století byl přestavěn do novorománského slohu. V roce 1994 byla dokončena jeho několikaletá rekonstrukce.

## Architektura
Kostel se nachází v severovýchodní části obce. Jedná se o jednolodní stavbu s pravoúhlým presbytářem, na který je napojena apsida, ve které je sakristie. Nad západním průčelím se vypíná hranolovitá věž zakončená cibulovou kupolí.

## Vybavení
Hlavní oltář zdobený sochami sv. Petra a sv. Pavla i boční oltáře pocházejí z konce 17. století. Kazatelna je z 18. století. Většina vnitřního barokního a rokokového vybavení je původem z minoritského klášterního kostela sv. Františka Serafínského ve starém Mostě, který byl zbořen kvůli těžbě uhlí. Do kostela byly přeneseny i nástropní fresky.
Ze zaniklé obce Dolní Jiřetín bylo ke kostelu přesunuto sousoší sv. Jana Nepomuckého a sv. Antonína Paduánského z roku 1739.